# Sinfonia in Re minore (Franck)
César Franck scrisse la sua Sinfonia in Re minore fra il 1886 e il 1888. È la sua unica sinfonia e il suo lavoro orchestrale più conosciuto.

## Storia
Dal 1859 Franck era diventato organista presso la chiesa di Santa Clotilde a Parigi e in seguito divenne professore di organo al Conservatorio. Avendo del tempo a disposizione si dedicò intensamente alla composizione, in particolare nel periodo estivo durante la pausa dalle lezioni. Diventato uno dei primi membri della Société Nationale de Musique, creata per sostenere la musica sinfonica francese, Franck intraprese la composizione della sua prima sinfonia nel 1886. Il brano venne terminato nell'estate del 1888 e dedicato da Franck a un suo allievo, che diventerà poi suo caro amico, Henri Duparc.
L'opera fu subito osteggiata da altri musicisti, tra cui Charles Gounod, che ritenevano la composizione pesante, troppo vicina a una sensibilità tedesca e poco "francese", secondo quelli che avrebbero dovuto essere i canoni della Société Nationale de Musique. Per questo motivo, per la prima esecuzione, Franck ricevette un rifiuto da Charles Lamoureux che non volle eseguire la sinfonia nei suoi concerti, allora molto celebri a Parigi. Il musicista dovette allora affidarsi agli studenti del Conservatorio dove insegnava, realizzando la prima esecuzione il 17 febbraio 1889 nella Salle de Concert del Conservatorio stesso.

## Le reazioni e la fortuna
Nonostante l'impegno messo dagli alunni di Franck, l'esecuzione ebbe uno scarsissimo successo. La sinfonia venne criticata fin dal primo momento e in seguito ebbe diverse fasi di apprezzamento o di denigrazione. Oltre a Gounod che la considerò "una dichiarazione di impotenza spinta fino a una dogmatica lunghezza", quasi tutti i musicisti contemporanei di Franck ritennero l'opera molto poco francese e, nell'architettura del lavoro, troppo beethoveniana e affine alla musicalità wagneriana, fatto assai grave per i francesi ai quali ancora bruciava la sconfitta di Sedan. Al tempo stesso Vincent d'Indy, che era stato alunno di Franck, definì la composizione "maestosa, plasticamente e perfettamente bella". Gli insegnanti del conservatorio obiettarono inoltre che l'opera non poteva essere una sinfonia dal momento che nell'organico era presente un corno inglese; critica alquanto opinabile poiché non teneva conto, tra l'altro, della Sinfonia n. 22 di Haydn che di corni inglesi ne prevedeva ben due.
Nel corso degli anni la Sinfonia in Re minore è stata rivalutata ed è diventata parte integrante dei concerti, soprattutto nella prima metà del novecento. L'interesse però è andato via via scemando a partire dagli anni 60, così come sono state effettuate sempre meno registrazioni, senza alcun motivo specifico.

## Struttura e analisi
La sinfonia è costituita da soli tre movimenti al posto dei canonici quattro.
1. Lento (Re minore). Allegro non troppo
2. Allegretto (Si bemolle minore)
3. Allegro non troppo ( Re maggiore)

Una delle tante obiezioni fatte alla composizione di Franck era quella di una costruzione "ciclica", vale a dire la presenza nella partitura di brevi temi che si ripresentavano e si rincorrevano in tutti i movimenti e che, in tal modo, rendevano unitario il lavoro. Questa tecnica compositiva non era certo un'innovazione, già in passato. da Schubert a Liszt a Wagner, era stata utilizzata e forse questo era un demerito alle orecchie dei francesi; per di più l'orchestrazione piuttosto complessa e il privilegiare timbri per lo più scuri rivelavano in più momenti un influsso brahmsiano.
Il primo movimento, che si apre con l'indicazione Lento, è un piccolo omaggio a Beethoven in quanto riprende alcune battute dell'ultimo tempo del Quartetto n. 16. La musica rivela subito tensione e un'atmosfera cupa; dopo un crescendo degli archi si giunge a un Allegro non troppo che, seppur più movimentato, mantiene una caratteristica drammatica. Al primo tema, oscuro, ne segue un secondo più cantabile; i due motivi si alternano dialogando in un susseguirsi di momenti ora più drammatici ora più lirici e contenuti.
Il secondo movimento Allegretto è introdotto dagli archi e dall'arpa con un pizzicato seguito poi dal suono malinconico del corno inglese che esprime una delle più interessanti melodie scritte da Franck. I violini introducono quindi un secondo tema che apre alla sezione centrale del movimento scritto con la struttura di uno Scherzo.
L'ultimo tempo, Allegro non troppo, sembra iniziare con un'atmosfera più serena e positiva, ma riprende presto gli elementi propri dei precedenti movimenti, più drammatici, rendendo così la Sinfonia "ciclica"; il Finale presenta infatti tutti i temi della sinfonia, rielaborati e riproposti per giungere all'impetuosa coda conclusiva in Re maggiore.

## Organico
Due flauti, due oboi, corno inglese, due clarinetti, clarinetto basso, due fagotti, quattro corni, due trombe, due cornette, tre tromboni, basso tuba, timpani, arpa, archi.